# Михіївка
Михі́ївка — село в Україні, у Звягельському районі Житомирської області. Населення становить 200 осіб

## Географія
На північно-східній околиці села річка Зелюня впадає у Церем.
У присілку села впадає річка Лукавець, права притока Церему.

## Історія
У 1906 році — село Городницької волості Новоград-Волинського повіту Волинської губернії. Відстань від повітового міста 25 верст, від волості 15. Дворів 75, мешканців 580.
У 1923—54 роках — адміністративний центр Михіївської сільської ради Городницького району.